# أحمد الكمالي
أحمد كمال حسن الكمالي (1960-) سفير جمهورية العراق في السويد منذ عام 2018.

## المناصب التي شغلها
- وزارة الصناعة والمعادن / شركة الإخاء العامة (1985 – 1992) – (2006 – 2009).
- المدير المفوض لشركة الشرق الأقصى لتجارة الحاسبات والاتصالات (1995 – 2006).
- المدير التنفيذي لشركة التقنيات لتجارة الحاسبات (2003 – 2006)(الإمارات العربية المتحدة).
- سفير في وزارة الخارجية العراقية - المقر الرئيسي (2009)[2]
- سفير \ بمنصب قنصل عام في القنصلية العامة لجمهورية العراق في إسطنبول - تركيا (2010 - مايو 2013).
- سفير جمهورية العراق في مانيلا - الفلبين ابتداء من (مايو 2013 - نوفمبر 2015)
- رئيس الدائرة القنصلية ورئيس دائرة شؤون القنصليات - وزارة الخارجية العراقية - 2015
- رئيس الدائرة المالية - وزارة الخارجية العراقية - 2016
- رئيس دائرة أمريكا الشمالية والجنوبية - وزارة الخارجية العراقية - 2017

## الجمعيات والمجالس
- عضو في غرفة تجارة بغداد عام 1997
- عضو في جمعية علوم الحاسبات عام 1997
- عضو في جمعية رجال الأعمال العراقية عام 2003
- عضو المجلس البلدي لمدينة اليرموك وكنت رئيسا له عام 2003
- رئيس لجنة التربية والتعليم في المجلس البلدي في اليرموك

## المشاركات المحلية والدولية

### المؤتمرات
- مؤتمر رجال الأعمال - البحرين (2004)
- مؤتمر إعادة الاعمار - الأردن (2005)
- البلدان الأقل نموا - تركيا (2011)
- منتدى البحر الأسود للاقتصاد والطاقة - تركيا (2011)
- مؤتمر اصدقاء سوريا - تركيا (2012)

### المعارض
- المعرض الدولي للإلكترونيات - تايوان (2000)
- معرض كانتون الدولي - الصين (2000)
- معرض جايتكس - الإمارات العربية المتحدة (1996 - 2006)
- معرض الموسياد - تركيا (2004 - 2009)

### الدورات التدريبية
- هندسة القيادة - العراق (2004)
- تدريب المدربين - الإمارات العربية المتحدة (2005)
- التنمية السياسية - العراق (2006)
- تطوير الإدارة العامة - تركيا (2008)
- دورة في الاعلام - العراق (2009)